# Naohiro Kitade
Naohiro Kitade (北出 尚大 Kitade Naohiro?), född 14 maj 1973 i Fukuoka prefektur, är en japansk före detta fotbollsspelare.
Kitade började sin karriär i Cerezo Osaka. Han avslutade karriären 1997.